# Maringá FC
Maringá FC is een Braziliaanse voetbalclub uit de stad Maringá in Paraná. 

## Geschiedenis
De club werd in 2010 opgericht als Grêmio Metropolitano Maringá en begon dat jaar in de derde klasse van het Campeonato Paranaense, waar ook stadsrivaal Grêmio Maringá speelde. De club werd meteen kampioen en promoveerde naar de tweede klasse. In het eerste seizoen werd de club meteen derde. Na een plaats in de middenmoot kon de club in 2013 kampioen worden. In 2014 werd de huidige naam aangenomen.
Het eerste seizoen bij de elite was meteen een voltreffer. In de reguliere competitie eindigden ze derde en in de eindronde konden ze Coritiba uitschakelen en de finale bereiken, die na strafschoppen verloren werd van Londrina. Door deze goede notering plaatste de club zich voor de Série D 2014, waar ze in de eerste ronde uitgeschakeld werden. In 2015 bereikte de club opnieuw de tweede ronde van de staatscompetitie, maar werd nu in de kwartfinale uitgeschakeld door Londrina. Later dat seizoen kon de club wel de staatsbeker winnen in de finale tegen Toledo. Hierdoor mochten ze in 2016 deelnemen aan de Serie D. Opnieuw kon de club de eerste groepsfase niet overleven en daarvoor waren ze al op een degradatieplaats geëindigd in de staatscompetitie.
In 2017 werd de club kampioen van de tweede klasse, na União te verslaan. In de staatsbeker kon de club ook voor een tweede keer zegevieren. In 2018 werd de club vijfde waardoor ze zich plaatsten voor de Série D 2019. In de staatscompetitie van 2019 eindigde de club op een degradatieplaats. Toledo deed het over de reguliere competitie gezien uiteindelijker slechter, maar doordat ze het eerste toernooi gewonnen hadden werden ze vicekampioen in plaats van degradant, wat in het nadeel van Maringá was. 
Na één seizoen keerde de club terug. In 2022 werd de club zelfs vicekampioen achter Coritiba waardoor de club zich voor de Série D 2023 plaatste en in de tweede fase uitgeschakeld werd. In 2024 verloor de club de titelfinale van het grote Athletico Paranaense en kon in de Série D 2024 de halve finale bereiken tegen Anápolis. Hoewel ze verloren gaf dit wel recht op promotie naar de Série C.

## Erelijst
Taça FPF
2015, 2017
ABC · 
Anápolis · 
Botafogo-PB · 
Brusque ·
Caxias · 
Confiança ·
CSA · 
Figueirense · 
Floresta · 
Guarani · 
Itabaiana · 
Ituano ·
Londrina · 
Maringá · 
Náutico · 
Ponte Preta · 
Retrô · 
São Bernardo · 
Tombense · 
Ypiranga de Erechim